# Дружелюбовка (Винницкая область)
Дружелю́бовка (укр. Дружелюбівка) — село на Украине, находится в Калиновском районе Винницкой области.
Код КОАТУУ — 0521681603. Население по переписи 2001 года составляет 786 человек. Почтовый индекс — 22450. Телефонный код — 4333.
Занимает площадь 1,911 км².
В селе действует храм Апостола и Евангелиста Иоанна Богослова Калиновского благочиния Винницкой епархии Украинской православной церкви.

## Адрес местного совета
22450, Винницкая область, Калиновский р-н, с. Дружелюбовка, ул, Ленина, 55